# Васкес, Орасио
Фелипе Орасио Васкес-и-Лахара (исп. Felipe Horacio Vásquez Lajara; 22 октября 1860, Эстансия-Нуэва, Мока, Доминиканская Республика — 25 марта 1936, провинция Сантьяго, Доминиканская Республика) — доминиканский государственный деятель, президент Временной правительственной Хунты (1899, 1903—1904), президент Доминиканской Республики (1924—1930).

## Биография
Получил военное образование, дослужившись до звания генерала. Также занимался бизнесом, в том числе сельскохозяйственным.
В возрасте 26 лет впервые стал участником политических событий, когда стал одним из организаторов обороны Ла Вега в знак солидарности с правительством во главе с Алехандро Восс-и-Хилем. Некоторые время жил вне Доминиканской Республики, по возвращении работал в компании, возглавляемой будущим президентом Рамоном Касереом. Был участников заговора против Улиссеса Эро (1899).
В 1899 г. возглавил Временную правительственную Хунту, свергнув Вансеслао Фигейрео, а затем занял пост вице-президента в администрации Хуана Исидро Хименеса.
В во второй занял пост президента Временной правительственной Хунты в 1902 г., совершив государственный переворот против Хименеса. В 1903 г. был свергнут в результате очередного военного переворота и бежал в США. Вернулся в Доминиканскую Республику вместе с американскими интервентами.
В 1912 г. был лидером революционного движения против президента Эладио Виктории.
В 1924 г. занял пост президента страны после окончания срока военного управления США. В 1927 г. продлил срок своих полномочий с четырех до шести лет. Первоначально он продолжал программы, начатые американской администрацией, но вскоре начал реализацию собственных проектов, уделяя большое внимание уважению гражданских свобод. Это контрастировало с жесткой политикой, которую проводили ранее американские оккупационные власти.
Для стабилизации бюджета и развития экономических проектов запросил у США кредит в размере 25 миллионов долларов США. При этом американцы сохранили часть таможенных доходов Доминиканской Республики. В 1929 г. поддержка президента серьезно уменьшилась, что было связано с активность его оппонентов. Несмотря на эти проблемы, правительство продолжало программы общественного строительства, а также развития сельского хозяйства. Контракты, заключенные на 18 лет, связали финансовую систему Доминиканской Республики с прежней оккупационной властью в долгосрочной перспективе. Поэтому эти договоренности подверглись резкой критике со стороны Прогрессивной партии во главе с вице-президентом Федерико Веласкесом. Однако глава государства настоял на заключении этих соглашений и начал модернизацию в столице страны Санто-Доминго.
Конкурентная избирательная кампания и раскол в рядах «Национальной партии» привели к дальнейшему ослаблению правительства. Кроме того, Васкес в разгар выборов перенес операцию по удалению почки. Когда он вернулся к активной жизни, выяснилось, что рычаги власти сосредоточились в руках генерала Рафаэля Трухильо Молины, который помимо прочего обвинил президента в коррупции.
2 марта 1930 г. Васкес был свергнут с поста президента в результате государственного переворота, во главе государства был поставлен Рафаэль Эстрелья Уренья, который в августе уступил этот пост своему Рафаэлю Трухильо.